# Miha Rihtar
Miha Rihtar, slovenski smučarski skakalec, * 4. marec 1981, Ljubljana.
Rihtar je za Slovenijo nastopil na Zimskih olimpijskih igrah 1998 v Naganu, kjer je osvojil 10. mesto ekipno in 34. posamično na večji skakalnici. V svetovnem pokalu se je v sezonah 1997/98 in 1998/99 šestkrat uvrstil med dobitnike točk. Najboljšo uvrstitev je dosegel 21. marca 1998, ko je na tekmi v Planici zasedel petnajsto mesto.